# Феєр (медьє)
Феєр (угор. Fejér) — медьє в центральній Угорщині. Межує з медьє Шомодь, Веспрем, Толна, Пешт, Комаром-Естерґом, і Бач-Кишкун. Адміністративний центр — Секешфегервар.